# 蜜瓜包
（日语： meron pan，又称甜瓜包），是起源于日本的菓子麵包，主要分為纺锤形、圆形两种形状，圆形的在日本关西地区與部分四國、中国地区縣份泛称为日出麵包（サンライズ；），常和香港的菠萝面包混淆，但实际上是不同的面包。紡錘形蜜瓜包在台灣俗稱「炸彈麵包」。

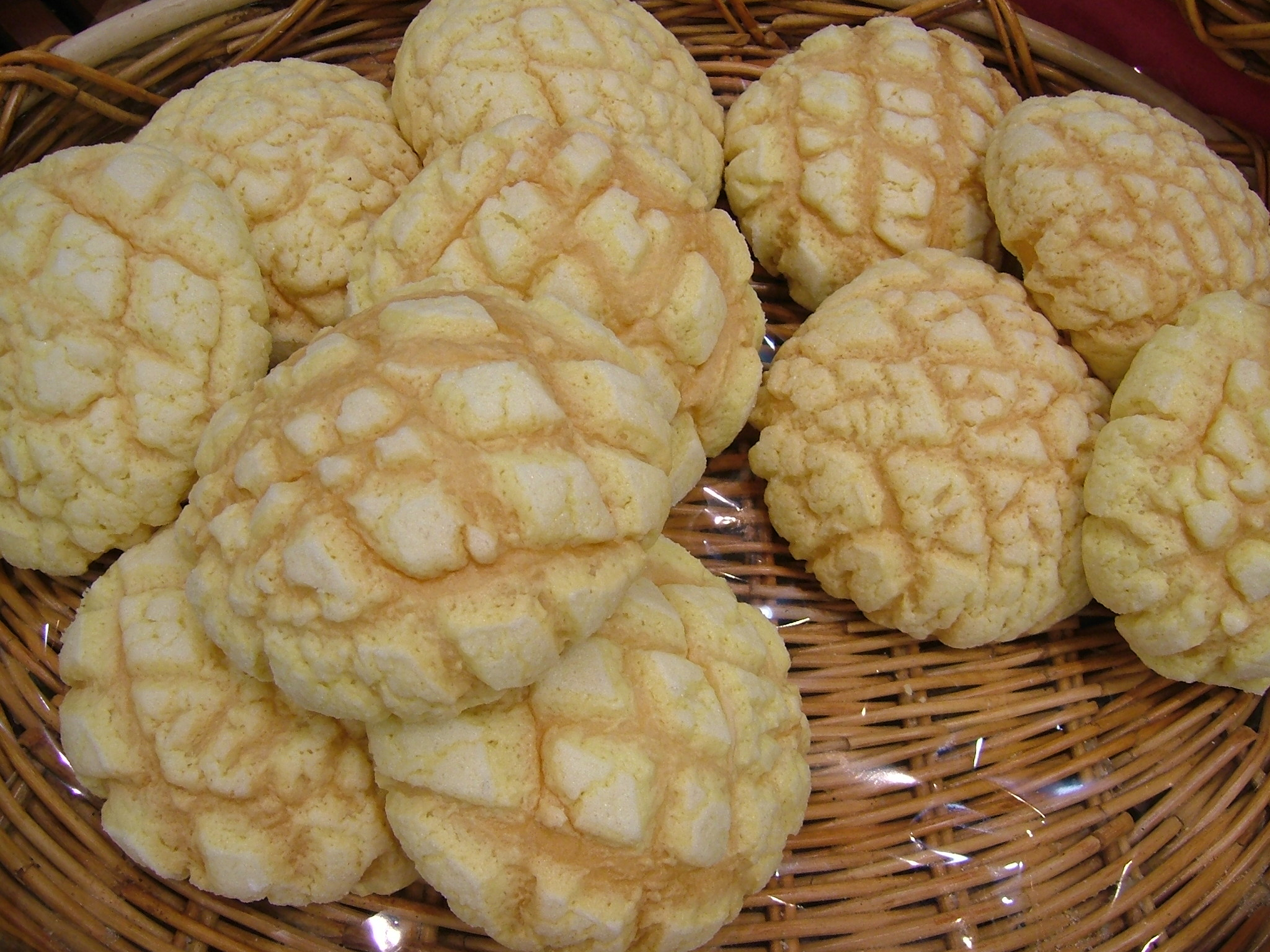
蜜瓜包

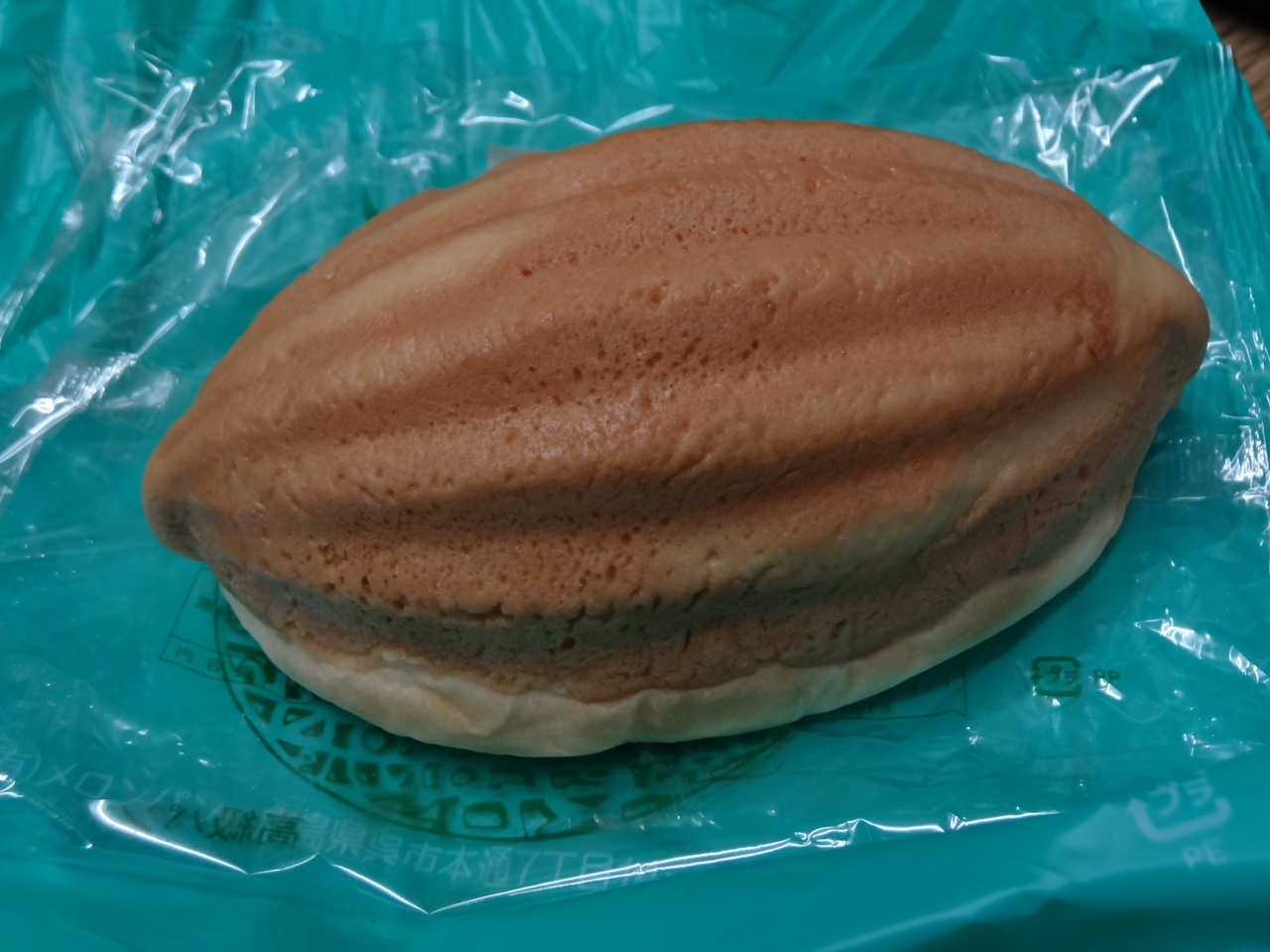
纺锤形蜜瓜包

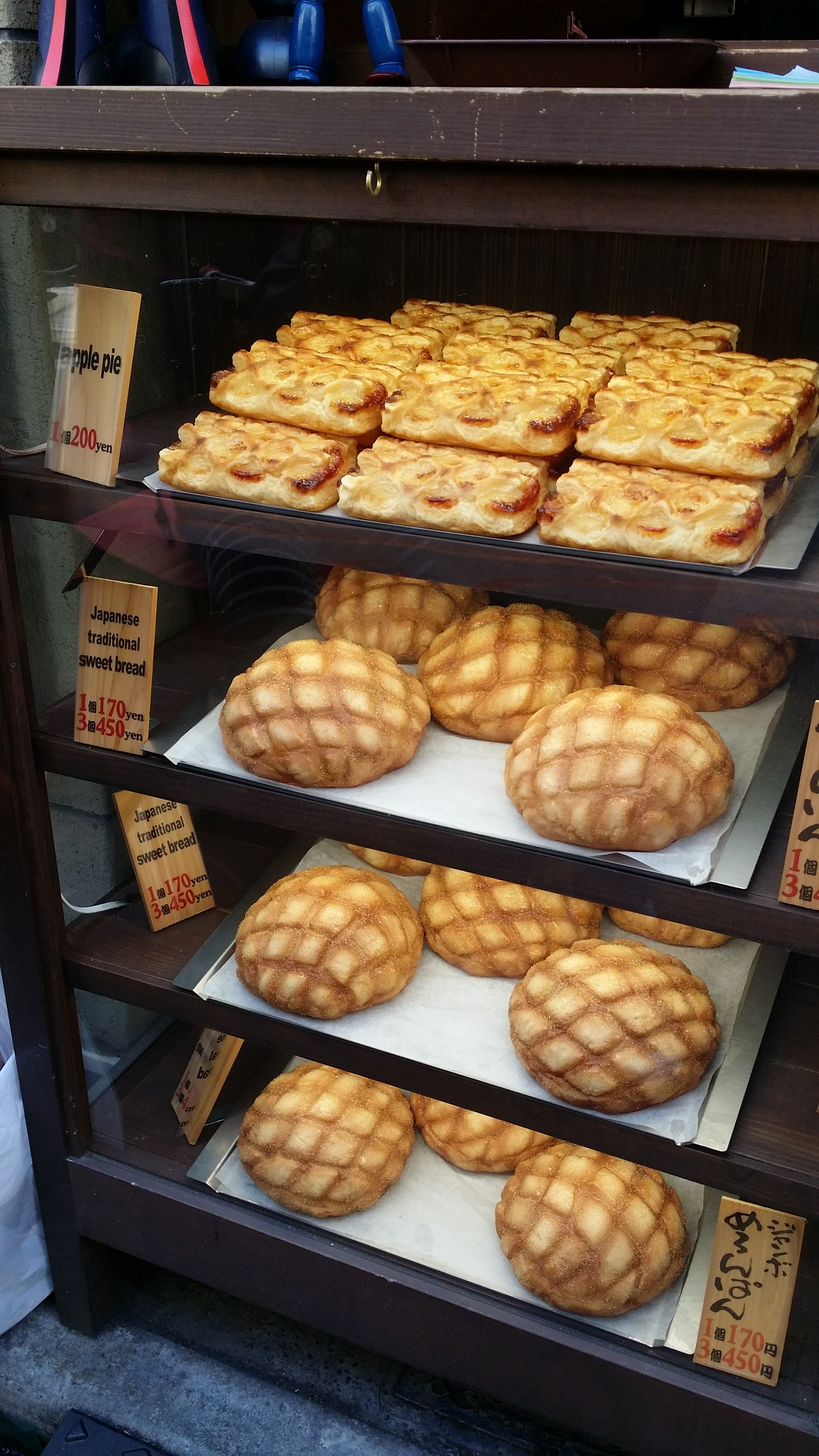
蜜瓜包

蜜瓜包的一大特征是，要在面团上盖一层生的曲奇面团后烤製。

## 起源
- 有一种说法是，它是由亚美尼亚面包师伊万-萨戈扬在1910年根据法国烤饼加莱特发明的。 大仓喜八郎从满洲里哈尔滨的新哈尔滨酒店招聘到帝国酒店的伊万-萨戈扬，曾是俄罗斯帝国罗曼诺夫家族的宫廷厨师，因此对法国和维也纳（德国）的面包制作方法都很熟悉。 据说蜜瓜包诞生于俄罗斯将面包与各种技术和质地相结合的传统。[1]
- 有說蜜瓜包可能起源于由美国传入日本的墨西哥包，或德国的脆皮奶酥蛋糕，然而由于资料匮乏，皆无法证实。

## 名称由来
关于蜜瓜包的名称由来，有以下几种皆未被证实的说法。
- 蜜瓜包表面的饼干质地层上，有着类似蜜瓜的沟纹，遂得称。这是主流说法。
- 在日语，蛋白脆饼（Meringue）与蜜瓜（Melon）读法相似，遂讹传。
- 早期，生面包团常常加入了蜜瓜味调料，遂得称。